# Droit ouest-ukrainien
Le droit ouest-ukrainien est le droit de tradition civiliste appliqué en république populaire d'Ukraine occidentale.

## Histoire
Le droit de la république populaire d'Ukraine occidentale (RPUC) s’est rapidement constitué autour de la loi fondamentale provisoire du 13 novembre 1918, affirmant la souveraineté de l'État et instaurant une république parlementaire. C’est un droit inspiré des traditions juridiques austro-hongroises, tout en intégrant des principes modernes de division des pouvoirs, de respect des minorités et de droits civils. Des lois sont adoptées pour encadrer l'administration, la justice, l’économie, la réforme agraire, ainsi que le droit civil, pénal et du travail. L’Acte d’union avec la République populaire ukrainienne, proclamé le 22 janvier 1919, bien que symbolique, renforce cette idée d’unité nationale. Malgré sa brève existence, la RPUC pose les bases d’un droit national ukrainien à caractère démocratique et social, marqué par la volonté de légitimation populaire et d’organisation institutionnelle moderne.